# Shabd
Shabd är en indisk film från 2005, i vilken bland andra Aishwarya Rai medverkar.

## Handling
Författaren Shaukat Vashisht bor i Indien tillsammans med sin fru Antara. Han blir berömd när han nomineras till Bookerpriset och dessutom vinner det. Hans förläggare tror att de hittat en oupptäckt guldgruva, men blir besvikna på hans efterföljande böcker. Shaukat blir så deprimerad att han nästan slutar skriva. Han beslutar sig för att skriva en bok om en kvinna och basera berättelsen på sin egen hustru och börjar skriva upp allt hon gör. Han upptäcker då att en av hennes arbetskamrater, Yash, är förtjust i henne. Han är en ung man med en ljus framtid. Shaukat inser också att Antara inte nämnt Yash för honom och inte berättat för Yash att hon är gift. Hans besatthet av kvinnan i boken blandas med hans verklighet och drömmen om att göra comeback och åter nomineras för Bookerpriset.

## Om filmen
Filmen spelades in den 1 juni-10 juli 2004 i Goa. Den hade världspremiär den 4 februari 2005 i Indien, Storbritannien och USA. Den har inte visats i Sverige.

## Rollista (komplett)
- Sanjay Dutt - Shaukat Vashisht
- Aishwarya Rai - Antara Vashisth/Tammana
- Zayed Khan - Yash
- Saddiya Siddiqui - tjänsteflickan Rajni
- Susheel Chabra - nörd
- Imran Hasny - asyldoktor
- Brajendra Kala - tjänaren
- Brijendra Kala - Ramakant
- Kamini Khanna - Mrs. Kapadia
- Lou Lou - förläggare
- Akash Pandey - skrikande asylfånge
- Lalit Parashar - Mr. Bhargava
- Rucha Pathak - förläggarassistent
- Happy Sharma - collegeanställd